# Голые Бугры
Го́лые Бугры́ — хутор в Багаевском районе Ростовской области.
Входит в состав Багаевского сельского поселения.

## География
Расположен в 6 км юго-западнее станицы Багаевской, на левобережье реки Дон.

## Население
| 1989 | 2002 | 2010 |
| ---- | ---- | ---- |
| 35   | ↘31  | ↗39  |

## Улицы
- ул. Выгонная,
- ул. Первомайская,
- ул. Солнечная,
- ул. Степная,
- ул. Школьная.